# Mariä Himmelfahrt (Frauenau)

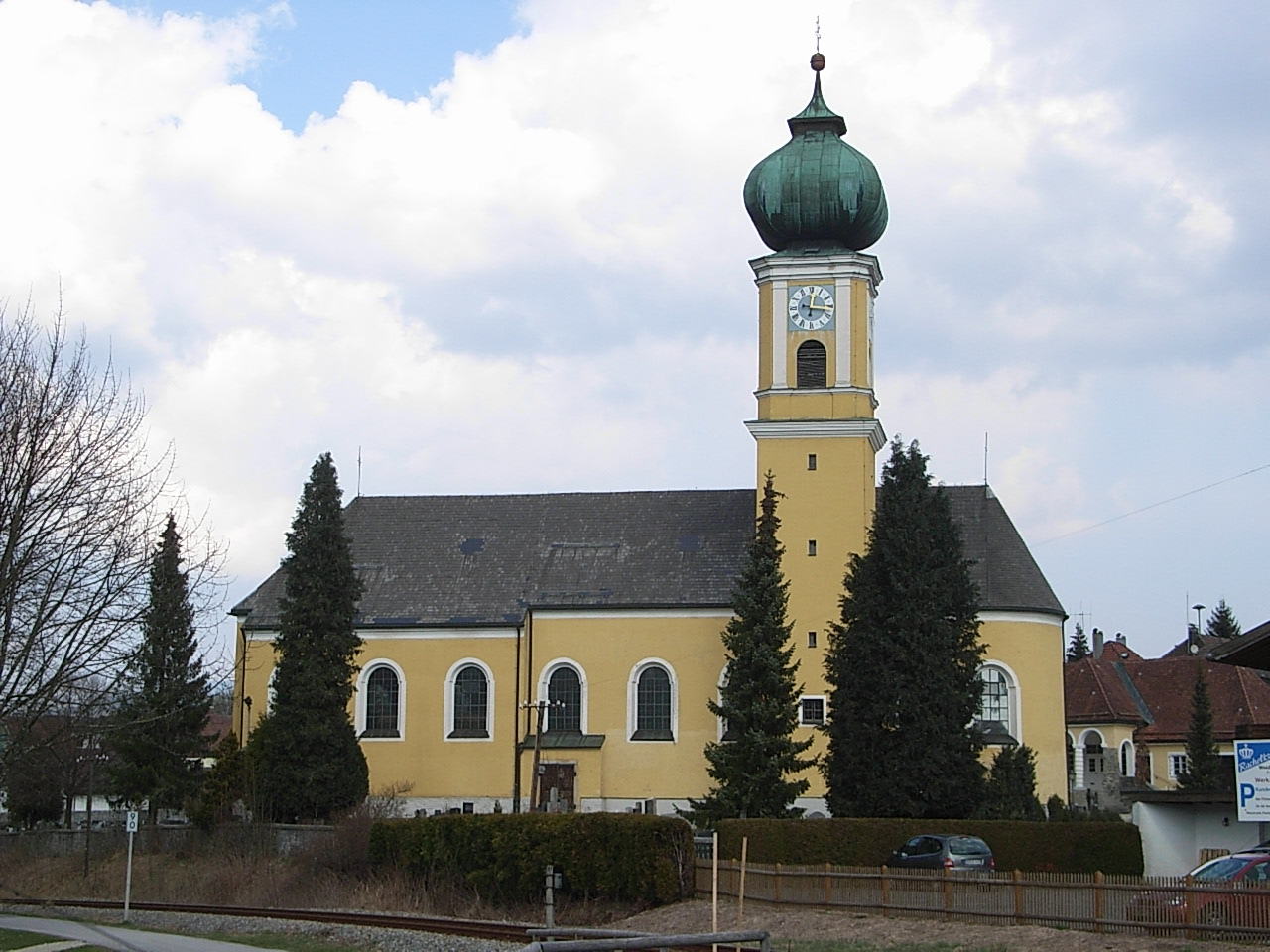
Die Pfarrkirche von Frauenau

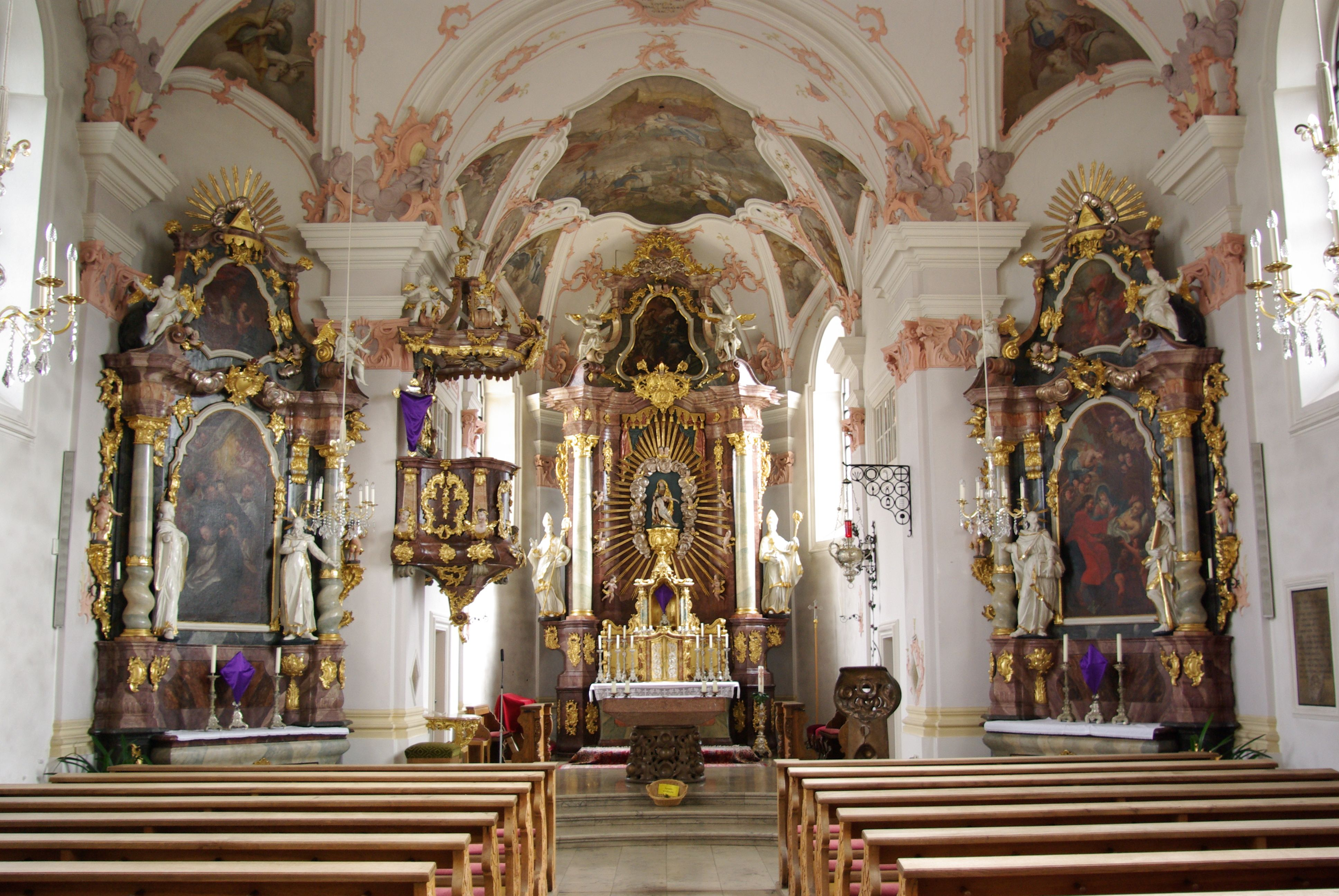
Im Inneren der Kirche

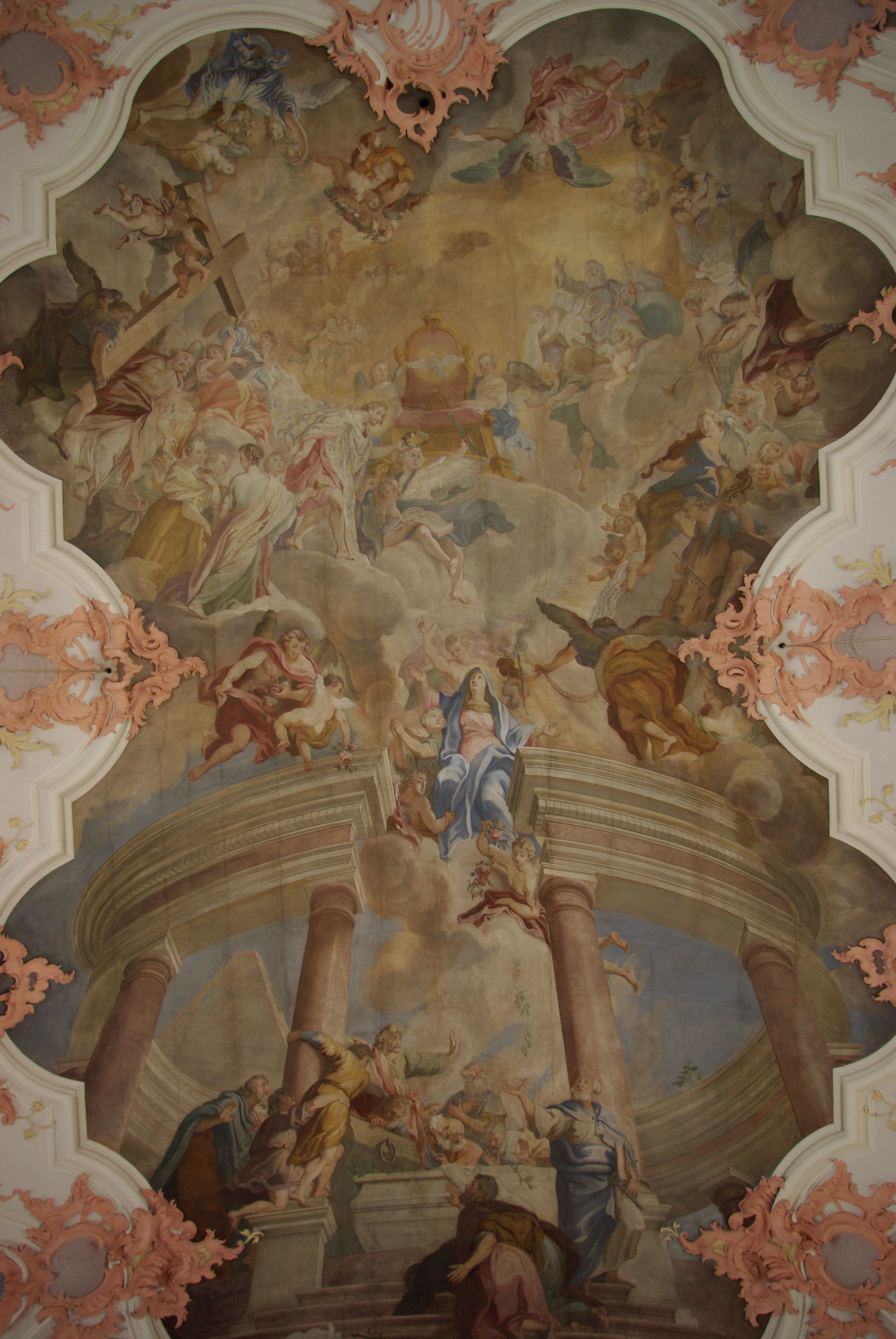
Das Deckenbild

Mariä Himmelfahrt ist die katholische Pfarrkirche von Frauenau im Landkreis Regen  (Bayerischer Wald).

## Geschichte
Der Selige Hermann (von Niederaltaich) lebte von 1324 bis zu seinem Tod 1326 als Eremit in einer Zelle im damaligen Urwald. Sein Nachfolger Hartwig von Degenberg erbaute eine Kapelle für eine wundertätige Figur Unserer lieben Frau (Maria). Das Gebiet Unserer lieben Frauen Au gehörte dem Kloster Niederaltaich an der Donau. Vom 14. bis zum Ende des 18. Jahrhunderts war das Gnadenbild der Schmerzhaften Muttergottes (Pietà) Ziel einer Wallfahrt. Bereits im Jahre 1352 wurde Frauenau deshalb zur Pfarrei erhoben und 1396 eine gotische Kirche errichtet. Baumeister war Hans Krumenauer (Vater von Stephan Krumenauer), der auch am Bau des Doms von Passau beteiligt war. Von 1759 bis 1767 erfolgte ein Neubau der Kirche im Stil des Rokoko. Die Kirche wurde am 15. August 1767 feierlich eingeweiht und unter den Schutz der Gottesmutter Maria gestellt. Bis zur Säkularisation (1803) wurde die Pfarrei Frauenau vom Kloster Niederaltaich und von der Propstei Rinchnach betreut. Im Jahre 1927 wurde die Kirche nach Westen erweitert.

## Beschreibung

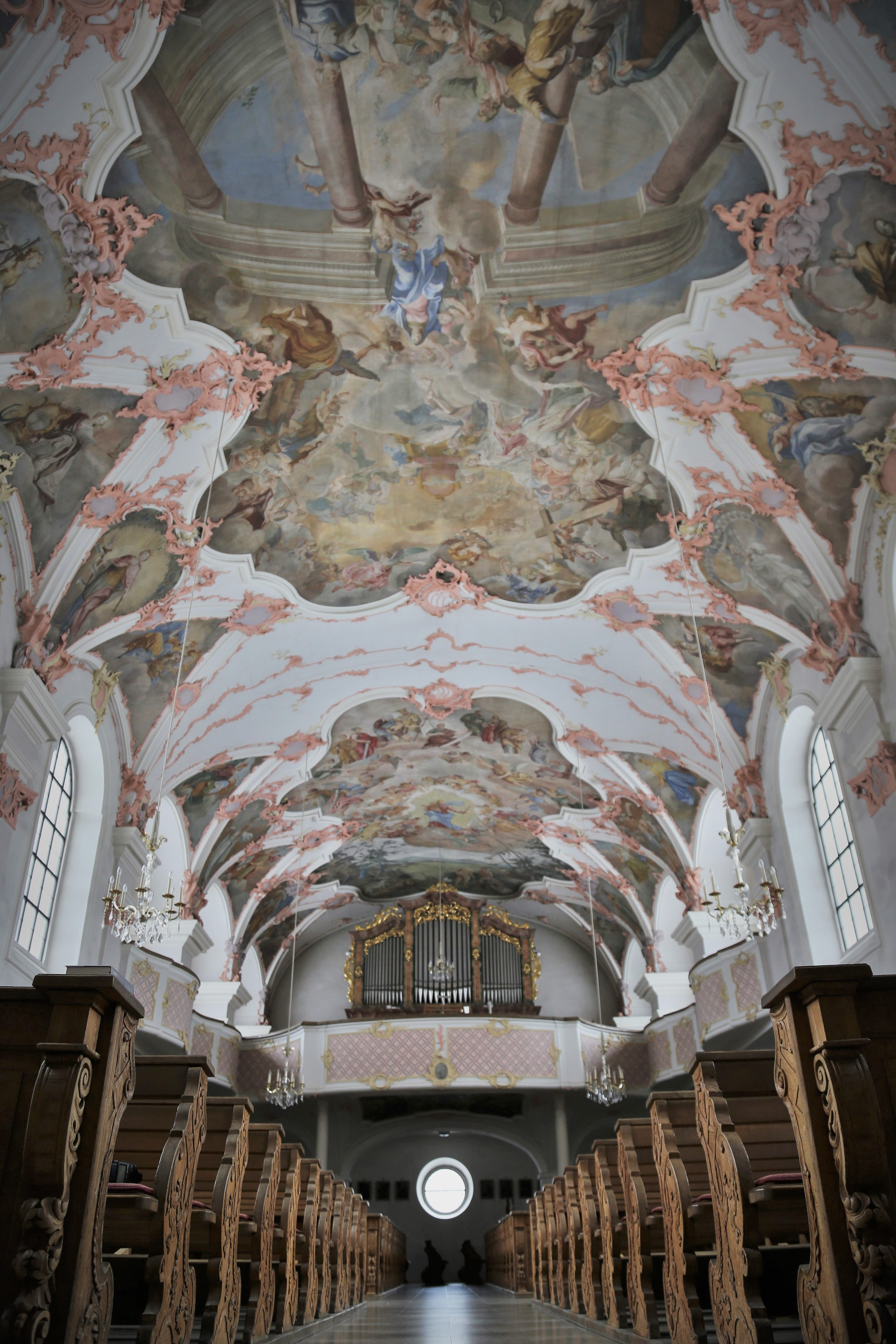
Innenansicht der Pfarrkirche Mariä Himmelfahrt zu Frauenau

Die äußerlich schlichte Kirche steht im Zentrum des Ortes und ist von einem Friedhof umgeben. Der Gebäudeteil westlich der Seiteneingänge wurde erst 1926/27 angebaut. Dabei hat man den Westturm abgetragen und an der Südseite der Kirche einen neuen Turm mit ähnlichem Aussehen errichtet. Der Innenraum der Kirche wird beherrscht vom Rokokostuck des Melchior Modler (1732–1768) aus Kößlarn (von seinem Vater Johann Baptist Modler stammen unter anderem die Stuckaturen in der Passauer Residenz) und von den Fresken des Asam-Schülers Franz Anton Rauscher (1731–1777) aus Aicha an der Donau. Fresken und Stuck harmonieren sehr gut und erwecken den Eindruck, als würden sie aus einer Hand stammen. Dabei wirkt das Kircheninnere keineswegs überfüllt: Harmonie und Leichtigkeit bestimmen die Atmosphäre des Raumes. Das Chorfresko über dem Hochaltar zeigt die Ankunft von Wallfahrern am Gnadenort. In den Spitzbögen und Gewölbeanläufen sind biblische Gestalten dargestellt, die auf Christus verweisen: König David, Melchisedech, Johannes der Täufer, Aaron sowie Joachim und Anna. Über den Seitenaltären sind Simeon und Hanna zu sehen. Am Chorbogen sind in Stuck die Wappen von Niederaltaich (links) und Abt Ignatius (rechts) und die römische Jahreszahl für 1759 angebracht.
Das Hauptdeckengemälde zeigt die Himmelfahrt Mariens, das Patrozinium der Kirche. Die übrigen Fresken des Langhauses beziehen sich ebenfalls auf Maria mit allegorischen Darstellungen der Gottesmutter aus der Lauretanischen Litanei. Mittelpunkt im Inneren der Kirche ist das Gnadenbild (Maria mit ihrem toten Sohn auf dem Schoß) von 1480 im Zentrum des Hochaltars. Auf dem barocken Altar stehen seitlich zwei Gestalten aus dem Kloster Niederaltaich: Thiemo von Salzburg (links) und Godehard von Hildesheim (rechts). Das Gemälde im Auszug zeigt die Begegnung von Maria Magdalena mit dem Auferstandenen. Die Kanzel und die beiden Seitenaltäre des Jahres 1764 stammen vom Bildhauer Benjamin Schreiter aus Hengersberg. Sämtliche Altarbilder malte Carl Gasteiger aus Tann. Das Altarblatt des linken Seitenaltars zeigt den Tod des Heiligen Benedikt (Niederaltaich war ein Benediktinerkloster). Seitlich stehen die Plastiken des Heiligen Gunther (Roder des „Nordwaldes“) und des Seligen Hermann (Einsiedler und „Gründer“ von Frauenau), der Auszug trägt das Bild der Heiligen Anna. Der rechte Seitenaltar zeigt den Tod des Heiligen Josef und seitlich die Figuren der Apostel Simon (links) und Judas Thaddäus (rechts). der Auszug das Bild des Erzengels Michael. Von den vier Figuren der Seitenaltäre ist nur Judas Thaddäus ikonographisch (mit einer Keule) gekennzeichnet. Offenbar sind die Attribute der übrigen Heiligen im Laufe der Zeit abhandengekommen.

## Erweiterung und Sanierung im 20./21. Jahrhundert
Der Anbau von 1926/27 hinter den Seiteneingängen wurde 1953/54 stilistisch an den Altbau angeglichen. Die Stuckarbeiten nach dem Vorbild Modlers besorgten Wilhelm und Rosl Maile aus München. Von Franz Spann aus Passau stammen die Fresken mit Darstellungen in den Zwickeln aus der Lauretanischen Litanei (wie im Altbau). Das große Deckengemälde zeigt Maria in der Schar der Heiligen über Adam und Eva im Paradies, das in einer stilisierten Bayerwald-Landschaft liegt. Unter der Empore befindet sich ein kleiner Barockaltar, der aus Traunstein stammt und bei der Renovierung 1970/73 aufgestellt wurde. Er zeigt die Heiligen Drei Könige, sowie seitlich Cosmas und Damian. In der Marienkapelle steht eine spätgotische Madonna aus der Zeit um 1500. Daneben befinden sich Pfeilerfragmente aus der gotischen Vorgängerkirche.
Durch ihre Ausstattung gehört die Pfarrkirche von Frauenau zu den gelungensten sakralen Raumschöpfungen des Rokoko in Ostbayern. Von der einst bedeutenden Wallfahrt ist nur ein einziges Votivbild erhalten geblieben.

## Außensanierung 2015–2017
Die Sanierungsarbeiten des 20/21. Jahrhunderts sowie Wind und Wetter haben an der Pfarrkirche zu großen Schäden und Mängel geführt. Am 17. Dezember 2015 wurde deshalb aus Sicherheitsgründen das Kreuz vom Turm der Rokokokirche abgenommen. Um einen kompletten Verfall der Pfarrkirche zu vermeiden, war eine umfangreiche Außensanierung notwendig, die sich momentan (September 2017) im Abschluss befindet. Um die Sanierung zu finanzieren und die Pfarrkirche zu erhalten, wird die Pfarrei Frauenau verstärkt auf Spenden angewiesen sein.